# 사천진항
사천진항(沙川津港, Sacheonjin Fishing Port)은 강원특별자치도 강릉시 사천면 사천진리에 위치한 어항이다. '사천항'이라고도 한다. 1971년 12월 21일 국가어항으로 지정되었다. 관리청은 해양수산부 동해어업관리단, 시설관리자는 강릉시장이다.

## 연혁
- 사천진항은 강릉부의 지역으로 동해 바닷가에 부리가 되어 있는 형국이어서 '불까'라고 했으나 애일당리, 행깨들, 건너불, 뒷섬, 솔마지를 합쳐서 1916년 '사천진리'라고 했다. 풍어제는 매년 3월 3일, 9월 9일 두차례 지낸다.
- 강릉시 경포대 생활권역내에 두고 있으며 근해의 풍부한 수산자원으로 어선의 안전수용과 수산물 유통의 보급기지로서 중요한 역할을 하고 있는 어항으로, 1982년 기본시설계획을 수립했으며 1996년 수치모형실험을 시행했다.[1]

## 어항 현황
- 사천진항의 어업인구는 2005년 현재 전업인구 163명, 겸업인구 235명으로 도합 398명이다. 가구로는 전업 40가구, 겸업 58가구로 도합 98가구이다. 어선은 78척이다. 생산량은 1,000MT이고, 생산액은 12억 원이다.
- 최근 들어서 관광지로 개발되어 새로운 항구로서 면모를 보이고 날이 갈수록 새로운 건물들이 들어서고 있어 강릉시 사천면에서 가장 발전하는 곳이다. 관광어촌으로서 횟집을 비롯한 수많은 상점과 숙박시설 등이 경관상 확연히 구별되는 양상을 보이고 있다.

## 어항 구역
본 항의 어항 구역은 다음과 같다.
- 수역: 방파제 기부에서 정북으로 50m 지점과 이점에서 정동으로 550m 점(해상), 이점에서 정남으로 760m 점(해상), 이점에서 정서로 육지부와 연결하는 선을 따라 형성된 공유수면[2]
- 육역: 강원특별자치도 강릉시 사천면 방동리 113-1 외 14필지(상세내역은 생략)[3]

## 주요 어종
- 사천진항에서는 오징어, 양미리, 넙치, 문어 등이 주로 잡히며 밥주걱만한 조개인 가리비를 양식하여 고소득을 올리고 있다. 가리비 직판장에서는 저렴한 가격으로 싱싱한 조갯살을 맛 볼 수 있다.
- 주요 어장인 연안어장의 해상거리는 1~7km 정도이고, 고기가 잡히는 시기로는 10~12월 사이에 양미리, 4~12월 사이에 오징어가 잡히고 있다.

## 주변 관광
- 사천진항에 들어서면 푸른 바다 위에 솟아 있는 바위들이 멋을 부리고 있어 한번쯤은 눈길을 돌리게 만들며 방파제를 돌아나가면 갯바위에 아치형 교량이 들어서 있어 감탄을 절로 나오게 한다. 다른 항과 다르게 요트장에서 요트를 즐기는 사람들과 하얀 모래밭과 외부와의 연결을 차단하듯 둘러 쳐진 송림병풍은 수산항 만의 바다 풍경을 연출한다.
- 강릉시는 2007년 사천진항에 마리나시설, 해상 이벤트 광장, 조형등대, 활어위판장 시설 등을 설치키로 했다.[4]

## 먹거리
- 보라 성게